# Resa dei conti mortale
Resa dei conti mortale è l'undicesimo libro del Ciclo di Sookie Stackhouse scritto da Charlaine Harris.
Negli Stati Uniti è uscito il 3 maggio 2011 con il titolo originale Dead Reckoning, mentre l'arrivo in Italia è previsto per il 25 luglio 2011.
Il romanzo narra delle ennesime avventure di Sookie, che questa volta è alle prese con la persecutrice Sandra Pelt, sorella della defunta Debbie Pelt di cui vuole vendicare la morte uccidendola, e con nuovi guai in arrivo nella sua storia di amore con il vampiro vichingo Eric Northman, che non le racconta tutta la verità, e continua a coinvolgerla senza volerlo nelle lotte politiche per il potere dei vampiri sulla Louisiana.

## Trama
Momenti di terrore tra i mutaforme ma soprattutto al Merlotte's: il locale subisce un attentato molotov ad opera di un essere soprannaturale, e la nostra eroina Sookie si trova suo malgrado coinvolta riportando leggere ferite, con sgomento del premuroso ed amorevole Eric che se ne prende subito cura. 
Ma c'è un'ombra nel rapporto tra i due, che Sookie avverte senza riuscire a venirne a capo, soprattutto non potendo contare sulla esplicita sincerità di Pam, legata ad Eric da vincoli di fedeltà ed asservimento e travagliata da altri problemi personali. La sua amante umana Miriam è infatti malata terminale di leucemia e Pam non è autorizzata a salvarla trasformandola in vampiro. Dietro di questo si celano nuovi panorami politici nel mondo dei vampiri, dove Victor sta portando agli estremi i delicati equilibri, rendendo le cose difficili alla locale comunità di vampiri ma non solo: ha infatti appena aperto un grande locale, il Vampire's Kiss, che ruba la clientela agli altri ritrovi di soprannaturali, compreso il Merlotte's.
Intanto, sgomberando la soffitta della casa della nonna, Sookie rinviene un amuleto sapientemente nascosto dalla antenata in una vecchia scrivania, con allegata una lettera indirizzata proprio alla nipote. Una commovente confessione, anche sulle vere origini di Sookie, che si scopre più legata al sig. Cataliades di quanto potesse immaginare. La sua storia si incrocerà ancora una volta con quella di questo avvocato/demone, durante le investigazioni condotte dalla famiglia di Debbie Pelt, la cui sorella Sandra Pelt è sulle tracce di Sookie in preda a sete di vendetta: cercherà infatti di darle molto filo da torcere.
Sookie ha ancora bisogno di chiarezza, anche a livello familiare, ma i suoi parenti fate non sembrano disponibili a fornirle le risposte che tanto cerca, portandola a temere che soprattutto l'egocentrico ed egoista Claude le mostri tante premure solo per secondi fini e non realmente per proteggerla. Scopre da loro che esiste ancora un piccolissimo portale che collega il mondo umano con quello fatato, e quest'ultimo è sconvolto da misteriose sparizioni tra i suoi membri. La rivelazione illumina lo strano episodio che ha visto Sookie protagonista al Vampire's Kiss, dove con i suoi poteri telepatici è riuscita a sventare un attacco al suo gruppo quando ai vampiri che la accompagnavano stava per essere servito di nascosto del potente e pericoloso sangue di fata. 
Ma Sookie vuole far luce soprattutto sulla sua relazione con Eric, distruggendo con l'aiuto dell'amica strega Amelia il legame di sangue che la unisce al suo amore, con grande disappunto del vampiro. 
Come sempre i poteri telepatici di Sookie si riveleranno utili in molteplici situazioni: saranno un prezioso aiuto per il piccolo cugino Hunter, proteggendolo da impensabili pericoli nell'asilo che frequenterà, e per il complotto anti-Victor messo in piedi dagli amici della nostra cameriera preferita per ristabilire l'ordine nel regno dei vampiri della Louisiana e soprattutto nell'Area 5. Ma i poteri non basteranno a togliere Sookie dai guai che sempre la perseguitano, e saranno decisivi gli interventi dei cari che la circondano come Bill ed anche Bubba.
Sookie avrà l'occasione di intuire l'oggetto di tutte le reticenze dell'amica Pam ed il motivo degli strani comportamenti dell'amato Eric: il suo creatore Appius Livius Ocella, prima di morire, si era assicurato la sua eterna influenza sull'esistenza di Eric, negoziando il suo matrimonio con un ottimo partito, la vampira regina dell'Oklahoma, destino a cui il vichingo purtroppo sembra non potersi sottrarre.
Sookie si aggrappa ai piccoli episodi di piacevole normalità che riesce ancora a gustarsi: la festa pre-natale della cara amica Tara, ed il proprio telequiz preferito.